# Dall'alba al tramonto (periodico)
Dall'alba al tramonto, è un periodico italiano di ispirazione cattolica nato negli anni ottanta. 
La rivista si autodefinisce un "itinerario quotidiano di meditazione e preghiera per giovani e adulti". Edito dall'EEC (Euganea Editoriale Comunicazioni), l'editrice della diocesi di Padova, la pubblicazione è nata in seno all'Azione Cattolica di Padova.
Il giornale conta 64 pagine in formato tascabile; a parte l'editoriale del mese, per ogni giorno ci sono due pagine, organizzate in sezioni: Ascolta, con le letture del giorno, Medita, con delle riflessioni sulle scritture presentate, Rifletti, con degli spunti per delle riflessioni personali, Vivi, uno spazio riservato ai propositi concreti per la giornata, e Prega, dedicato appunto alla preghiera.
Dal 1998 è tradotto e pubblicato in Romania (edizioni Presa Buna di Iași) e dal dicembre 2001 è edito anche in Polonia (editrice Espe di Cracovia).